# (16638) 1993 QN3
A (16638) 1993 QN3 a Naprendszer kisbolygóövében található aszteroida. Eric Walter Elst fedezte fel 1993. augusztus 18-án.